# Stanisław Germałowicz
Stanisław Germałowicz (ur. 22 listopada 1903 w Warszawie, zm. 8 maja 1984) – polski działacz komunistyczny, przewodniczący Prezydium Miejskiej Rady Narodowej w Szczecinie. Budowniczy Polski Ludowej.

## Życiorys
Syn Jana i Rozalii. W latach 1923–1938 należał do Komunistycznej Partii Polski, w 1945 wstąpił do Polskiej Partii Robotniczej, a w 1948 wraz z nią do Polskiej Zjednoczonej Partii Robotniczej. W PPR pełnił funkcję I sekretarza Komitetu Miejskiego w Lublinie (1945–1946) i Szczecinie (1948), z ramienia PZPR był członkiem egzekutywy Komitetu Miejskiego w Szczecinie (1950–1951). W 1942 rozpoczął służbę w Armii Czerwonej. W maju 1947 pracował w Zjednoczeniu Energetycznym w Szczecinie, a od lutego 1948 na etacie w Komitecie Miejskim PPR/PZPR. Od 7 czerwca 1950 do 6 lipca 1951 pełnił funkcję przewodniczącego Prezydium Miejskiej Rady Narodowej w Szczecinie.
Odznaczony Orderem Budowniczych Polski Ludowej (1974), Orderem Sztandaru Pracy II klasy (1956), Srebrnym Krzyżem Zasługi (1955) i Medalem 10-lecia Polski Ludowej (1956).
Pochowany na Cmentarzu Wojskowym na Powązkach (kwatera A32-tuje-9).